# Slowenische Fußballnationalmannschaft (U-17-Junioren)
Die slowenische U-17-Fußballnationalmannschaft ist eine Auswahlmannschaft slowenischer Fußballspieler. Sie unterliegt dem Nogometna zveza Slovenije und repräsentiert ihn international auf U-17-Ebene, etwa in Freundschaftsspielen gegen die Auswahlmannschaften anderer nationaler Verbände, bei U-17-Europameisterschaften und U-17-Weltmeisterschaften.
Die Mannschaft qualifizierte sich bislang für vier Europameisterschaften (1995, 1997, 2012 und 2018), bei denen sie jeweils in der Vorrunde ausschied. Zudem waren die Slowenien 2015 als Gastgeber automatisch qualifiziert, schieden aber auch da nach der Vorrunde aus.
Für eine Weltmeisterschaft konnte sie sich bisher nicht qualifizieren.
Bis 1991 spielten slowenische Fußballspieler in der jugoslawischen U-17-Nationalmannschaft.

## Teilnahme an U-17-Weltmeisterschaften
| 1993 | nicht qualifiziert |
| 1995 | nicht qualifiziert |
| 1997 | nicht qualifiziert |
| 1999 | nicht qualifiziert |
| 2001 | nicht qualifiziert |
| 2003 | nicht qualifiziert |
| 2005 | nicht qualifiziert |
| 2007 | nicht qualifiziert |
| 2009 | nicht qualifiziert |
| 2011 | nicht qualifiziert |
| 2013 | nicht qualifiziert |
| 2015 | nicht qualifiziert |
| 2017 | nicht qualifiziert |
| 2019 | nicht qualifiziert |
| 2023 | nicht qualifiziert |

## Teilnahme an U-17-Europameisterschaften
(Bis 2001 U-16-Europameisterschaft)
| 1992 | nicht qualifiziert |
| 1993 | nicht qualifiziert |
| 1994 | nicht qualifiziert |
| 1995 | Vorrunde           |
| 1996 | nicht qualifiziert |
| 1997 | Vorrunde           |
| 1998 | nicht qualifiziert |
| 1999 | nicht qualifiziert |
| 2000 | nicht qualifiziert |
| 2001 | nicht qualifiziert |
| 2002 | nicht qualifiziert |
| 2003 | nicht qualifiziert |
| 2004 | nicht qualifiziert |
| 2005 | nicht qualifiziert |
| 2006 | nicht qualifiziert |
| 2007 | nicht qualifiziert |
| 2008 | nicht qualifiziert |
| 2009 | nicht qualifiziert |
| 2010 | nicht qualifiziert |
| 2011 | nicht qualifiziert |
| 2012 | Vorrunde           |
| 2013 | nicht qualifiziert |
| 2014 | nicht qualifiziert |
| 2015 | Vorrunde           |
| 2016 | nicht qualifiziert |
| 2017 | nicht qualifiziert |
| 2018 | Vorrunde           |
| 2019 | nicht qualifiziert |
| 2022 | nicht qualifiziert |
| 2023 | Vorrunde           |
| 2024 | nicht qualifiziert |